# Pachira patinoi
Pachira patinoi är en malvaväxtart som först beskrevs av Armando Dugand och André Georges Marie Walter Albert Robyns, och fick sitt nu gällande namn av J.L. Fernández-alonso. Pachira patinoi ingår i släktet Pachira och familjen malvaväxter. Inga underarter finns listade i Catalogue of Life.